# Ернст Фер
Ернст Фер (нім. Ernst Ferh; 21 червня 1956, Гард, Австрія) — австрійсько-швейцарський поведінковий економіст та нейроекономіст, професор мікроекономіки та експериментальних економічних досліджень, а також заступник голови кафедри економіки Цюрихського університету, Швейцарія. Його дослідження охоплює сфери еволюції людської співпраці та соціальності, зокрема справедливість, взаємність та обмежену раціональність.
Ернст Фер добре відомий своїм внеском в нову область нейроекономіки, також у поведінкову економіку, поведінкові фінанси та експериментальну економіку. Згідно IDEAS / REPEC, він є другим за значущістю німецькомовним економістом і займає 86-те місце у світі.
У 2009 році Ернст Фер був згаданий у ролі потенційного одержувача Нобелівської премії в галузі економічних наук, яку так і не отримав.
У 2010 році він разом зі своїм братом Герхардом Фером заснував фірму FehrAdvice & Partners, що стала першою глобальною консалтинговою фірмою, яка повністю присвячена поведінковій економіці.
Вже у 2016 році Фер був визнаний найвпливовішим економістом у Німеччині, Австрії та Швейцарії.

## Біографія
Ернст Фер народився 21 червня 1956 року в селищі під назвою Гард, що розташоване на території федеральної землі Форарльберг. З 1962 по 1970 майбутній економіст навчався в школі в Гербранц (Форарльберг, Австрія). Після вступив до бізнес-коледжу в Брегенц неподалік, який закінчив у 1975 році. В 1975-1980 роках навчався у Віденському університеті, здобувши ступінь магістра в галузі економіки. Того ж року вступив до докторантури Віденського університету. Паралельно з освоєнням цієї програми був стажистом-дослідником Інституту державних фінансів й економічної політики і отримував післядипломну освіту в галузі економіки у Віденському інституті перспективних досліджень. У 1982 році став доцентом кафедри економіки та економічної політики Віденського технічного університету і викладав там до 1994 року. У 1988—1989 роках був науковим співробітником Лондонської школи економіки і політичних наук, а в 1991 року одержав вчений ступінь доктора наук.
У 1993 році, ще будучи доцентом Технічного університету, зайняв посаду директора Інституту досліджень економічного зростання Людвіга Больцмана у Відні, звідки пішов тільки в 2006 році. У 1994 році почав свою роботу на кафедрі мікроекономіки і експериментальних економічних досліджень факультету економіки і комп'ютерних наук вже Цюрихського університету, де працює і донині.
У 1995—2003 роках був головним членом дослідницької ініціативи Фонду Макартура в Чикаго на тему «Еволюція переваг і соціальних норм». У 1999 році був нагороджений премією Госсена Німецької економічної асоціації як економіст у віці до 45 років, що здобув міжнародне визнання й репутацію. Ця нагорода стала першою в його кар'єрі. У тому ж році Ернст Фер став директором Інституту емпіричних досліджень економіки Цюрихського університету. Цей пост він займав аж до 2010 року. У період між 2002 і 2011 роками викладав в інституті Санта-Фе в США, був афілійованим членом факультету економіки Массачусетського технологічного інституту, а також співробітником інституту перспективних досліджень в Цюриху Collegium Helveticum. У 2010—2015 роках був головою економічного факультету Цюрихського університету, а в період з 2011 по серпень 2020 року обіймав посаду заслуженого професора економіки Нью-Йоркського університету. З 2012 року Ернст Фер є директором Міжнародного центру економіки суспільства UBS при Цюрихському університеті.
За період своєї наукової кар'єри Фер отримав велику кількість запрошень і в інші університети по всьому світу. У цей список входять Боннський університет, університет Мангейма, Європейський університетський інститут у Флоренції, Каліфорнійський університет в Берклі, Кембріджський і Оксфордський університети та інші.
Ернст Фер — колишній президент Асоціації економічних наук і Європейської економічної асоціації, почесний член Американської академії мистецтв і наук, а також науковий співробітник Американської академії політичних і соціальних наук. Його дослідження зосереджені на найближчих моделях і еволюційному походженні людського альтруїзму, а також на взаємодії між соціальними перевагами, соціальними нормами і стратегічними взаємодіями. Він провів велике дослідження впливу соціальних переваг на конкуренцію, співпрацю і психологічні основи стимулів, працював над роллю обмеженої раціональності в стратегічних взаємодіях і над нейробіологічними основами соціальної та економічної поведінки. Робота Фера характеризується поєднанням інструментів теорії ігор з експериментальними методами і використанням ідей економіки, соціальної психології, соціології, біології та нейробіології для кращого розуміння людської соціальної поведінки.

## Основні твори
«Заробітна плата і попит на працю: нотатки» (Wages and Labour Demand: A Note, 1991);
«Соціальні норми як соціальний обмін» (Social Norms as a Social Exchange, 1997, у співавторстві з Сімоном Гехтером);
«Справедливість на ринку праці» (Fairness in the Labour Market, 2002 у співавторстві з С. Гехтером).

## Почесні звання
- 2004 р. — Почесний доктор економіки Санкт-Галленского університету.
- 2008 р. — Почесний доктор економіки Мюнхенського університету (Німеччина).
- 2009 р. — Почесний доктор економіки Лозаннського університету.
- 2009 р. — Почесний доктор економіки Університету Лугано.
- 2016 р. — Почесний доктор економіки Університету Карла Франценса в Граці (Австрія).
- 2017 р. — Почесний доктор економіки Університету Антверпена (Бельгія).
- 2020 р. — Почесний доктор економіки Амстердамського вільного університету (Нідерланди).

## Нагороди
У 2017 році був нагороджений медаллю Оскара Моргенштерна. Товариство сприяння розвитку економіки Віденського університету двічі на рік нагороджує цією медаллю за видатні досягнення в галузі економіки.
У 2013 році став лауреатом премії Готліба Дутвейлера. Ця нагорода присуджується людям, які внесли «видатний внесок у добробут суспільства в цілому, а також в культурну, соціальну або економічну сферу, в якій кожен може реалізувати свій потенціал і зіграти незалежну роль в його розвитку».
У 2008 році нагороджений премією Марселя Бенуа. Ця премія є найстарішою науковою нагородою в Швейцарії і має найвище визнання Швейцарської Конфедерації за видатні досягнення в галузі природничих та гуманітарних наук.
У 2004 році Ернсту Феру присудили премію Когито за поглиблення розуміння походження і економічних наслідків людського альтруїзму.
У 2000 році Ернст Фер отримав медаль Гікса — Тінбергена за видатну статтю «Gift Exchange and Reciprocity in Competitive Experimental Markets», European Economic Review 42 (1998), 1-34 (спільно з Г. Кірхштайгером і А. Рідлі).
У 1999 році Ернсту Феру була присуджена премія Госсена Німецькій економічної асоціації. Премія Госсена щорічно присуджується економісту у віці до 45 років, домігся міжнародного визнання і репутації.

## Сім'я
Ернст Фер одружився у 1986 році та зараз має двох дітей.